# عدنان ضيف
عدنان علي ضيف لاعب كرة قدم بحريني معتزل كان يجيد اللعب في مركز قلب الدفاع. لعب كامل مسيرته الرياضية في نادي المحرق. شارك مع منتخب البحرين في كأس آسيا 1988.